# NGC 1403
NGC 1403 é uma galáxia lenticular (SB0) localizada na direcção da constelação de Eridanus. Possui uma declinação de -22° 23' 20" e uma ascensão recta de 3 horas, 39 minutos e 10,8 segundos.
A galáxia NGC 1403 foi descoberta em 1886 por Frank Leavenworth.